# Hans Uebersberger
Hans Uebersberger (* 25. Juni 1877 in Klagenfurt; † 8. Juli 1962 in München) war ein österreichisch-deutscher Osteuropahistoriker mit Professuren in Wien, Breslau und Berlin.

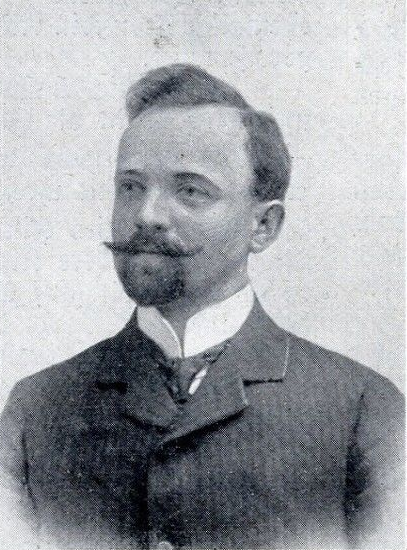
Hans Uebersberger (1910)

## Leben und Wirken
Uebersberger studierte 1895 bis 1899 Geschichte an der Universität Wien. Durch Vermittlung des Fürsten Franz von Liechtenstein, damals k.u.k. Botschafter in Russland, konnte er um 1900 als erster deutschsprachiger Historiker Archivforschungen in Moskau und Sankt Petersburg durchführen. 1906 wurde er Privatdozent, 1910 außerordentlicher Professor, 1915 schließlich ordentlicher Professor für osteuropäische Geschichte an der Universität Wien. Er war wesentlich am Aufbau des 1907 gegründeten Seminars für osteuropäische Geschichte, gefördert durch Fürst Liechtenstein, beteiligt. Seine Forschungsschwerpunkte waren die Geschichte Russlands und Polens in der Neuzeit.
Während des Ersten Weltkrieges war Uebersberger neben Richard Kralik, Rudolf von Scala, Heinrich Friedjung, Eugen von Philippovich und Michael Hainisch ein Fürsprecher eines von Deutschland dominierten Mitteleuropas.
Er war Mitglied der, im Geheimen operierenden, antisemitischen Professorengruppe „Bärenhöhle“ an der philosophischen Fakultät, die erfolgreich akademische Karrieren von Juden in Wien verhinderte. 1930/31 amtierte er als Rektor der Universität Wien. In dieser Zeit konnte er das Seminar für osteuropäische Geschichte an der Universität weiter ausbauen, die Bibliothek des Seminars wurde dadurch zur damals größten Fachbibliothek für osteuropäische Geschichte außerhalb Russlands. Die Wiener akademische Burschenschaft Albia ernannte ihn 1930 „in Anbetracht seiner überragenden Verdienste im Kampfe Deutschlands gegen die Kriegsschuldlüge“ zum Ehrenmitglied.
In der Zwischenkriegszeit versuchte Uebersberger vergeblich eine wichtige Beraterrolle für die österreichische Regierung zu spielen. Seine positive Haltung zum Nationalsozialismus – er war am 1. Oktober 1932 der NSDAP beigetreten (Mitgliedsnummer 1.343.337) – kostete ihn als illegaler Nationalsozialist seine Professur in Wien, ermöglichte ihm aber 1934 die Erlangung des Lehrstuhls für osteuropäische Geschichte in Breslau. Von 1935 bis 1945 hatte er an der Friedrich-Wilhelms-Universität Berlin, als Nachfolger des zwangspensionierten Otto Hoetzsch, die Professur inne. Als „überzeugter Nationalsozialist“ übernahm Uebersberger „bereitwillig einflußreiche Funktionen im Apparat des Regimes“.
Im Juni 1940 heiratete Uebersberger, nach der Scheidung seiner ersten Ehe, seine ehemalige Studentin und damalige Kollegin, die Historikerin und Schriftstellerin Hedwig Fleischhacker (1906–1978). Schon Ende 1944 war er mit seiner Frau und dem dreijährigen Sohn Alexander vor den alliierten Luftangriffen zu Verwandten nach Geinberg ins Innviertel geflohen. Nach Kriegsende 1945 wurde er als politisch belastet in Berlin entlassen.
Obwohl politisch diskreditiert, wurden bei seiner Rückkehr nach Deutschland seine Pensionsansprüche anerkannt. Seit 1950 lehrte er an der Ukrainischen Freien Universität in München, ab 1958 hatte er auch einen Lehrauftrag in Göttingen. 1959 bis zu seinem Tod 1962 war er zudem als Emeritus an der Universität Erlangen tätig. Er war korrespondierendes Mitglied der Österreichischen Akademie der Wissenschaften. Sein Grab befindet sich im oberösterreichischen Geinberg. Der Nachlass zusammen mit dem seiner Frau lag zunächst im Osteuropa-Institut und seiner Nachfolgeeinrichtung, dem Leibniz-Institut für Ost- und Südosteuropaforschung, bevor er 2019 dem Archiv der Humboldt-Universität übergeben worden ist.

## Schriften (Auswahl)
- Österreich und Russland seit dem Ende des 15. Jahrhunderts. Braumüller, Wien 1906 (Digitalisat).
- Russlands Orientpolitik in den letzten zwei Jahrhunderten. Auf Veranlassung seiner Durchlaucht des Fürsten Franz von und zu Liechtenstein. Deutsche Verlags-Anstalt, Stuttgart 1913 (Digitalisat).
- Russland. Heymann, Berlin 1918.
- mit Ludwig Bittner (Hrsg.): Österreich-Ungarns Außenpolitik von der Bosnischen Krise 1908 bis zum Kriegsausbruch 1914. Diplomatische Aktenstücke des Ministeriums des Äußern. Kommission für neuere Geschichte, 9 Bände, Österreichischer Bundesverlag, Wien/Leipzig 1930.
- Der Saloniki-Prozeß. Deutsche Übersetzung nach dem serbischen Originaltexte nachgeprüft vom Orientalischen Seminar in Berlin. Arbeitsausschuß Deutscher Verbände, Berlin 1933.
- Rußlands Territorialentwicklung und Nationalitätenpolitik. Korn, Breslau 1942. Wurde nach Kriegsende in der sowjetischen Besatzungszone auf die Liste der auszusondernden Literatur gesetzt.[19]
- Österreich zwischen Russland und Serbien. Zur südslawischen Frage und der Entstehung des Ersten Weltkrieges. Böhlau, Wien/Köln 1958.